# سد القنطرة

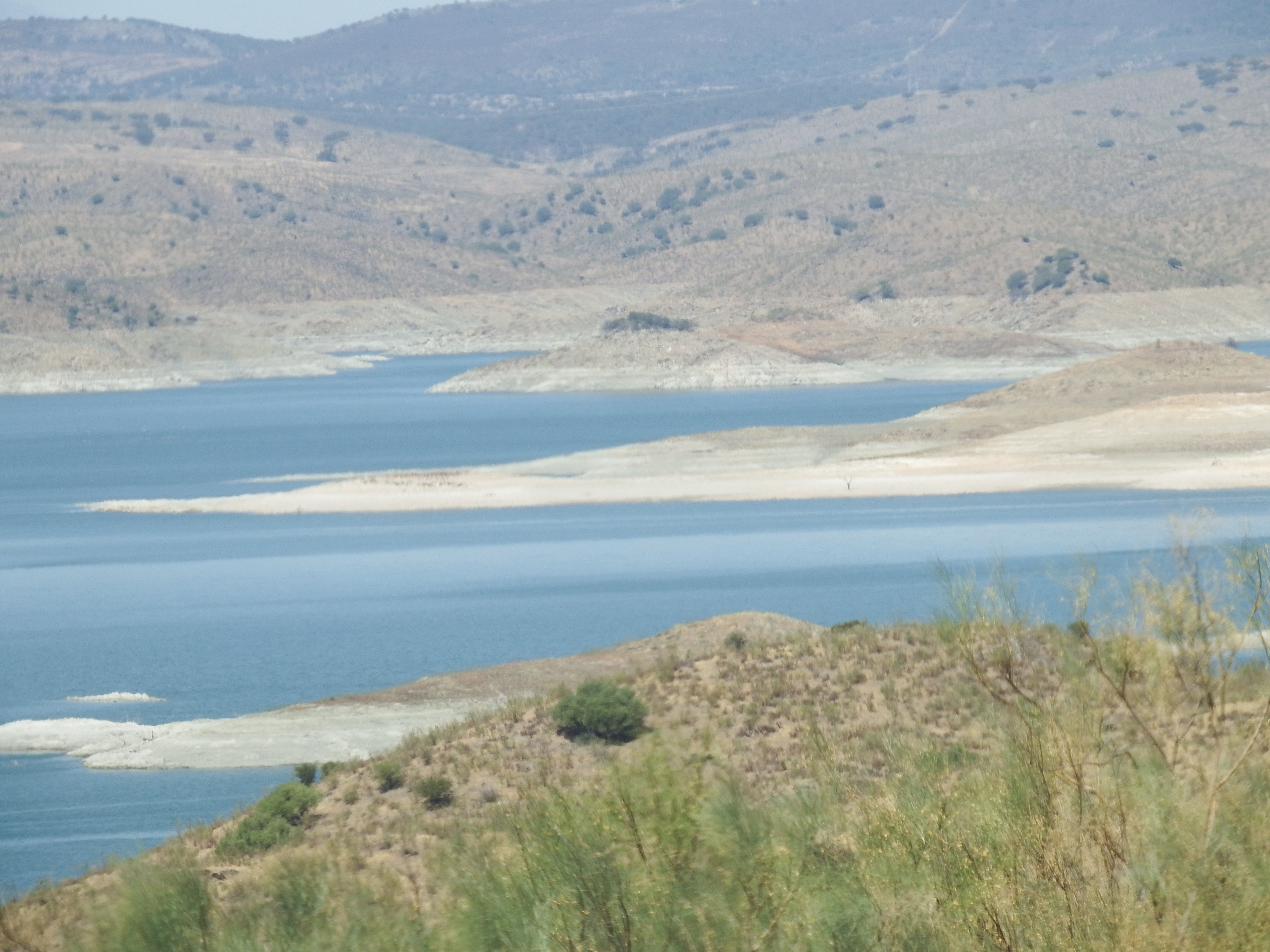

سد القنطرة (بالإسبانية: Alcántara)‏، المعروف أيضاً باسم سد خوسيه ماريا دي أوريول، هو سد مجوف على نهر تاجة بالقرب من مدينة القنطرة في مقاطعة قصرش في إسبانيا. سُمي السد باسم السياسي ورائد صناعة الكهرباء الإسبانية خوسيه ماريا دي أوريول. ينظم السد الكثير من تدفق نهر تاجة، أطول الأنهار في شبه الجزيرة الأيبيرية. تم بنائه في عام 1969 وهو ثاني أكبر خزان مائي في أوروبا.  
يقع جسر القنطرة الروماني الأثري على بعد 600 م من جسم السد.